# Buena Vista, Georgia
Buena Vista [ˌbjuːnəˈvɪstə] är administrativ huvudort i Marion County i Georgia. Vid 2010 års folkräkning hade Buena Vista 2 173 invånare.